# Список міністрів закордонних справ України
Список міністрів закордонних справ України — список осіб, що керували відомствами закордонних справ урядів України.

Логотип МЗС України.

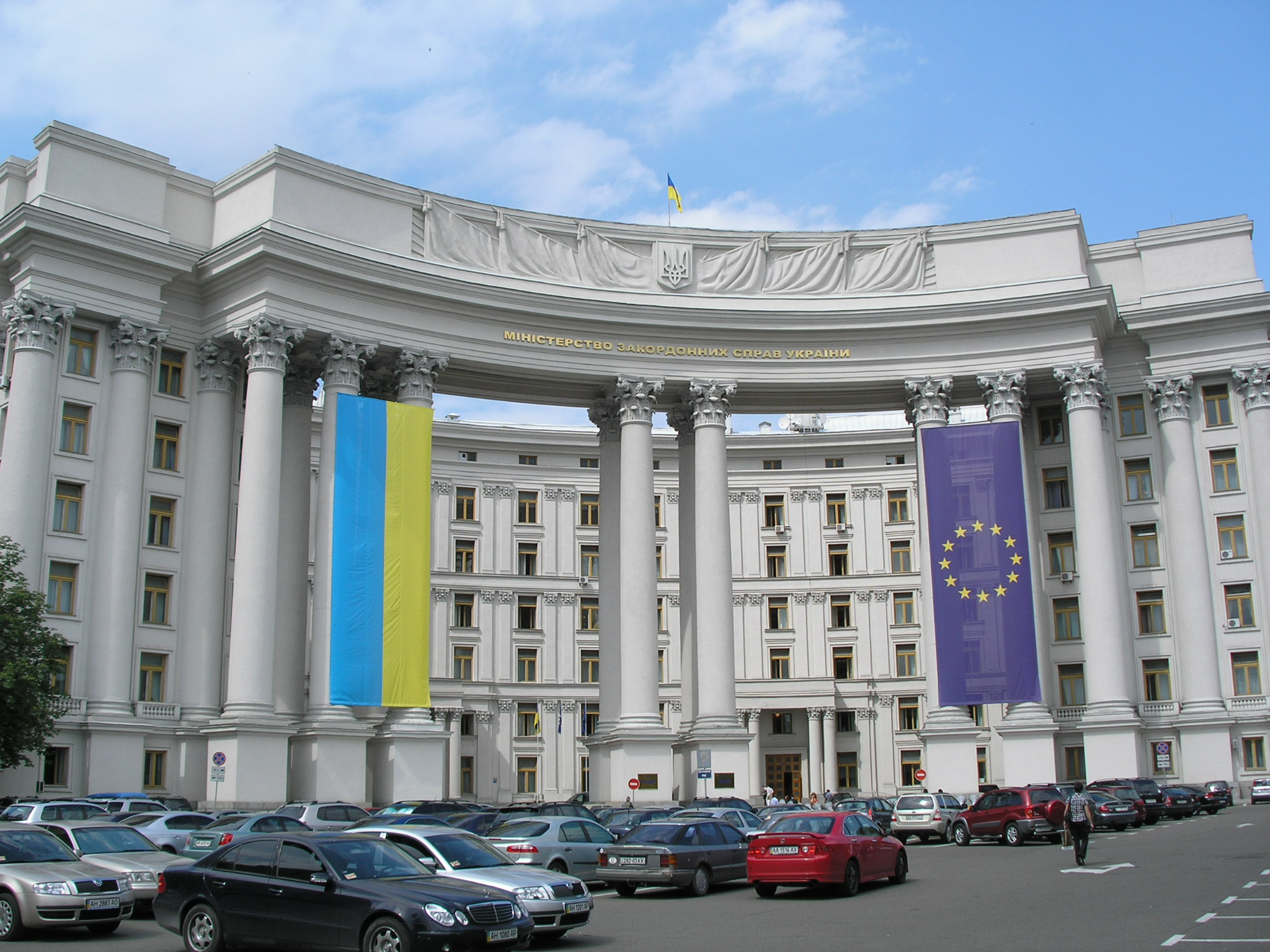
Будівля МЗС України.

У списку наведені міністри закордонних справ України, а також державні секретарі і міністри закордонних справ УНР, державні секретарі закордонних справ ЗУНР, народні секретарі, народні комісари і міністри закордонних справ УРСР.

## Міністризакордонних справ України
| №    | ПІБ                             | Портрет            | Дата призначення | Дата звільнення | Примітки |
| 1    | Зленко Анатолій Максимович      | Анатолій Зленко    | 24 серпня 1991   | 25 серпня 1994  | Призначений на посаду ще як Міністр закордонних справ УРСР 6.06.1991 |
| 2    | Удовенко Геннадій Йосипович     | Геннадій Удовенко  | 25 серпня 1994   | 17 квітня 1998  | До 16 вересня 1994 року — виконувач обов'язків |
| 3    | Тарасюк Борис Іванович          | Борис Тарасюк      | 17 квітня 1998   | 29 вересня 2000 | |
| в.о. | Чалий Олександр Олександрович   |                    | 29 вересня 2000  | 2 жовтня 2000   | Виконувач обов'язків як перший заступник міністра[а] |
| 4    | Зленко Анатолій Максимович      | Анатолій Зленко    | 2 жовтня 2000    | 2 вересня 2003  | |
| 5    | Грищенко Костянтин Іванович     | Костянтин Грищенко | 2 вересня 2003   | 3 лютого 2005   | |
| 6    | Тарасюк Борис Іванович          | Борис Тарасюк      | 4 лютого 2005    | 1 грудня 2006   | |
| в.о. | Бутейко Антон Денисович         |                    | 1 грудня 2006    | 5 грудня 2006   | Виконувач обов'язків як перший заступник міністра[б] |
| в.о. | Тарасюк Борис Іванович          | Борис Тарасюк      | 5 грудня 2006    | 30 січня 2007   | Призначений виконувачем обов'язків Указом Президента |
| в.о. | Огризко Володимир Станіславович | Володимир Огризко  | 31 січня 2007    | 21 березня 2007 | Призначений виконувачем обов'язків постановою Кабміну |
| 7    | Яценюк Арсеній Петрович         | Арсеній Яценюк     | 21 березня 2007  | 18 грудня 2007  | З 4.12 по 18.12.2007 суміщав посаду міністра з посадою Голови Верховної Ради |
| 8    | Огризко Володимир Станіславович | Володимир Огризко  | 18 грудня 2007   | 3 березня 2009  | |
| в.о. | Хандогій Володимир Дмитрович    | Володимир Хандогій | 3 березня 2009   | 9 жовтня 2009   | Виконувач обов'язків як перший заступник міністра[в] |
| 9    | Порошенко Петро Олексійович     | Петро Порошенко    | 9 жовтня 2009    | 11 березня 2010 | |
| 10   | Грищенко Костянтин Іванович     | Костянтин Грищенко | 11 березня 2010  | 24 грудня 2012  | З 3 грудня 2012 року — виконувач обов'язків |
| 11   | Кожара Леонід Олександрович     | Леонід Кожара      | 24 грудня 2012   | 27 лютого 2014  | 28 січня 2014 року другий уряд Миколи Азарова відправлений у відставку, міністри продовжували виконувати свої обов'язки; 23 лютого Кожара звільнений від виконання обов'язків, 27 лютого звільнений з посади |
| в.о. | Дещиця Андрій Богданович        | Андрія Дещиця      | 27 лютого 2014   | 19 червня 2014  | |
| 12   | Клімкін Павло Анатолійович      | Павло Клімкін      | 19 червня 2014   | 29 серпня 2019  | |
| 13   | Пристайко Вадим Володимирович   | Пристайко Вадим    | 29 серпня 2019   | 4 березня 2020  | |
| 14   | Кулеба Дмитро Іванович          | Кулеба Дмитро      | 4 березня 2020   | 5 вересня 2024  | |
| 15   | Сибіга Андрій Іванович          | Андрій Сибіга      | 5 вересня 2024   |                 | |

а Призначений першим заступником міністра 2 липня 1998 року, звільнений — 21 вересня 2001 року.
б Призначений першим заступником міністра 8 березня 2005 року, звільнений — 20 грудня 2006 року.
в Призначений першим заступником міністра 25 липня 2007 року, звільнений — 18 серпня 2010 року.

## Міністри закордонних справ у 1917—1991 роках

### УНР, Українська Держава
| №                     | ПІБ                              | Портрет            | Дата призначення  | Дата звільнення   | Примітки                                                          |
| УНР (Центральна Рада) |                                  |                    |                   |                   |                                                                   |
| 1                     | Шульгин Олександр Якович         | Олександр Шульгин  | грудень 1917      | 24 січня 1918     | Генеральний секретар міжнародних справ, Міністр закордонних справ |
| 2                     | Голубович Всеволод Олександрович | Всеволод Голубович | 30 січня 1918     | 3 березня 1918    | Міністр закордонних справ                                         |
| 3                     | Любинський Микола Михайлович     | Микола Любинський  | 3 березня 1918    | 28 квітня 1918    | Державний секретар закордонних справ, керуючий МЗС                |
| Гетьманат             |                                  |                    |                   |                   |                                                                   |
| 4                     | Василенко Микола Прокопович      | Микола ВАсиленко   | 30 квітня 1918    | 20 травня 1918    | Голова Ради Міністрів, Міністр закордонних справ                  |
| 5                     | Дорошенко Дмитро Іванович        | Дмитро Дорошенко   | 20 травня 1918    | 14 листопада 1918 | Керуючий МЗС, Міністр закордонних справ                           |
| 6                     | Афанасьєв Георгій Омелянович     |                    | 14 листопада 1918 | 14 грудня 1918    | Міністр закордонних справ                                         |
| Директорія УНР        |                                  |                    |                   |                   |                                                                   |
| 7                     | Чехівський Володимир Мусійович   |                    | 26 грудня 1918    | 11 лютого 1919    | Голова Ради Міністрів, Міністр закордонних справ                  |
| 8                     | Мацієвич Костянтин Андріанович   |                    | 13 лютого 1919    | березень 1919     | Міністр закордонних справ                                         |
| 9                     | Темницький Володимир Миколайович |                    | квітень 1919      | серпень 1919      | Міністр закордонних справ                                         |
| 10                    | Лівицький Андрій Миколайович     |                    | серпень 1919      | травень 1920      | Керуючий МЗС                                                      |

### ЗУНР
| №                                    | ПІБ                           | Портрет | Дата призначення  | Дата звільнення | Примітки    |
| Державні секретарі закордонних справ |                               |         |                   |                 |             |
| 1                                    | Панейко Василь Лукич          |         | 11 листопада 1918 | січень 1919     |             |
| 2                                    | Цегельський Лонгин Михайлович |         | 4 січня 1919      | 10 березня 1919 |             |
| 3                                    | Лозинський Михайло Михайлович |         | 10 березня 1919   | 17 квітня 1919  |             |
| 4                                    | Витвицький Степан Порфирович  |         | 17 квітня 1919    | лютий 1920      | з перервами |
| 5                                    | Левицький Кость Антонович     |         | 1920              | 1923            |             |

### УРСР
| №    | ПІБ                              | Портрет | Дата призначення              | Дата звільнення         | Примітки                                                                               |
| 1    | Бакинський Сергій Сергійович     |         | 14 грудня 1917                | 1 березня 1918          | Народний секретар з міжнаціональних справ                                              |
| 2    | Затонський Володимир Петрович    |         | 1 березня 1918                | 4 березня 1918          | Народний секретар закордонних справ                                                    |
| 3    | Скрипник Микола Олексійович      |         | 8 березня 1918                | 18 квітня 1918          | Народний секретар закордонних справ                                                    |
| 4    | П'ятаков Юрій Леонідович         |         | 3 грудня 1918                 | січень 1919             | Керівник іноземного відділу                                                            |
| 5    | Раковський Християн Георгійович  |         | 29 січня 1919 21 березня 1920 | липень 1919 липень 1923 | Народний комісар закордонних справ                                                     |
|      | —                                |         | 20 вересня 1923               | 4 березня 1944          | НКЗС УРСР не існував. Закордонними справами відав загальносоюзний народний комісаріат. |
| 6    | Корнійчук Олександр Євдокимович  |         | 4 березня 1944                | 14 липня 1944           | Народний комісар закордонних справ                                                     |
| 7    | Мануїльський Дмитро Захарович    |         | 14 липня 1944                 | 1952                    | До 15 березня 1946 року — Народний комісар закордонних справ                           |
| 8    | Барановський Анатолій Максимович |         | 10 червня 1952                | 17 червня 1953          |                                                                                        |
| 9    | Паламарчук Лука Хомич            |         | 11 травня 1954                | 13 серпня 1965          |                                                                                        |
| в.о. | Кисіль Анатолій Степанович       |         | 13 серпня 1965                | 16 березня 1966         |                                                                                        |
| 10   | Білоколос Дмитро Захарович       |         | 16 березня 1966               | 11 червня 1970          |                                                                                        |
| 11   | Шевель Георгій Георгійович       |         | 5 серпня 1970                 | 18 листопада 1980       |                                                                                        |
| 12   | Мартиненко Володимир Никифорович |         | 18 листопада 1980             | 28 грудня 1984          |                                                                                        |
| 13   | Кравець Володимир Олексійович    |         | 29 грудня 1984                | 27 липня 1990           |                                                                                        |
| 14   | Зленко Анатолій Максимович       |         | 27 липня 1990                 | 24 серпня 1991          |                                                                                        |